# Hackman (entreprise)
Hackman était une entreprise finlandaise, de coutellerie et d'ustensiles de cuisine, fondée en 1873 à Viipuri en Finlande et rachetée en 2004 par la société italienne Ali S.p.A..

## Histoire
L'histoire de Hackman remonte à 1790, lorsque Johan Friedrich Hackman venu d'Allemagne fonde une maison de commerce à Viipuri, rebaptisée plus tard Hackman & Co.
Au XIXe siècle, la société est l'une des plus grandes scieries et entrepôts de bois de Savonie et de Carélie.
L'entreprise possède alors des scieries à Heinävesi, Sulkava, Äyräpää et Leppävirta.
En 1876, Hackman installe une usine de couverts à Nurmi près de Viipuri et en 1891, une installation similaire à Sorsakoski.
En 1924, Hackman a commencé à fabriquer des couverts en acier inoxydable, et à la fin des années 1920, des series de couverts ont été lancées. 
À partir de 1910, l'industrie des scieries Hackman se concentre sur la scierie de Honkalahti à Joutseno. 
La scierie est vendue en 1991 à Enso-Gutzeit Oy.
En 1914, Hackman et l'État finlandais, fondent le prédécesseur de l'actuelle société  Outokumpu, Outokumpu Kopparverk, sur la base d'un minerai de cuivre trouvé sur un terrain appartenant à la municipalité de Kuusjärvi en Carélie du Nord, et l'a vendu à l'État finlandais en 1924.
En 1989, Hackman acquiert l'usine Høyang Polaris en Norvège et Nilsjohan AB en Suède. L'année suivante, Hackman acquiert Arabia, Rörstrand-Gustavsberg AB et Iittala-Nuutajärvi Oy. La société mère des sociétés acquises était Hackman Tabletop Oy.
En 2004, les filiales de Hackman sont Hackman Metos Oy, un fabricant d'équipements de restauration et Iittala, un fabricant d'ustensiles de cuisine.
En 2004, Hackman vend Iittala à un groupe d'investisseurs formé par la direction de l'entreprise et ABN AMRO Capital et Hackman est vendu à l'italien Ali S.p.A.. 
Hackman quite la bourse après son acquisition par Ali S.p.A.
En 2005, Ali S.p.A. revend Hackman au néerlandais ABN AMRO.

## Marque Hackman

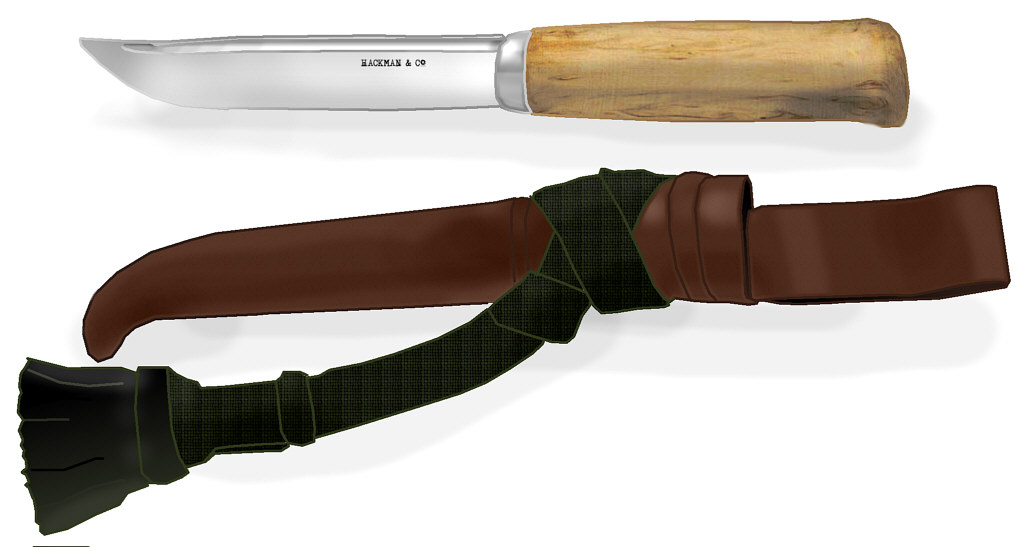
Couteau Hackman

Aujourd'hui, les couverts et ustensiles de cuisine Hackman appartiennent au groupe Iittala. Depuis 2007, le groupe Iittala fait partie du groupe Fiskars,.